# Rymosia worontzowi
Rymosia worontzowi är en tvåvingeart som beskrevs av Lane 1947. Rymosia worontzowi ingår i släktet Rymosia och familjen svampmyggor. Inga underarter finns listade i Catalogue of Life.